# 沃利亞-奧布拉茲尼茨卡
49°16′40″N 24°6′32″E / 49.27778°N 24.10889°E
沃利亞-奧布拉茲尼茨卡（羅馬化：Volia-Oblaznytska）是烏克蘭西部的村莊，隸屬利維夫州的斯特雷區。該村面積1.41平方公里，海拔高度273米，2001年人口22，人口密度每平方公里15.58人。